# Barnizal
Barnizal è un comune (corregimiento) della Repubblica di Panama situato nel distretto di Calobre, provincia di Veraguas. Si estende su una superficie di 26,2 km² e conta una popolazione di 435 abitanti (censimento 2010).